# Astaroth (Soulcalibur)
Astaroth (アスタロス?, Asutarosu), è un personaggio del videogioco Soulcalibur della Namco. Fa la sua prima apparizione in Soulcalibur. Ciò che contraddistingue la sua anima è il potere.
Introdotto nel secondo capitolo della saga, Astaroth è un golem creato da un artigiano greco adorante il Dio della guerra Ares, per localizzare la spada malefica Soul Edge. Anche se Astaroth ha costantemente inseguito la spada, il suo personaggio è cambiato col progredire della serie; alla fine si trasforma in una creatura affamata di potere e desideroso di brandire la spada. Personaggio icona della serie, Astaroth è stereotipato come il giocatore grosso fisicamente, molto forte e altrettanto lento; è tuttavia facile da usare ed è uno dei personaggi preferiti dagli utenti amanti dei colpi forti nei picchiaduro.

## Concezione e creazione
Così come tutti i personaggi introdotti in Soulcalibur, l'arma di Astaroth, una scure gigante, è stata decisa prima di ogni altro aspetto del personaggio. Il suo design ruota intorno ad essa, a cominciare dal sesso, poi la grandezza fisica e infine i dettagli del suo passato. Astaroth è stato animato principalmente da Nobuko Nimura, con la tecnica del motion capture, mentre delle altre mosse se ne sono occupati i progettisti, che hanno lavorato sulle tipologie di presa. Durante questa fase il team ha lavorato altresì alla stesura della storia, rifinendo il ruolo nel personaggio durante gli eventi di Soulcalibur. Il capo programmatore di Soulcalibur IV, Masaaki Hoshino, ha dichiarato che Astaroth è il suo personaggio preferito poiché "è talmente forte che c'è sempre una possibilità di rimonta".
Durante lo sviluppo, era stata presa in considerazione l'idea di un golem armato di spada e scudo e accompagnato da una bambina piccola, ma fu presto scartata. Prima di finalizzare il suo aspetto, diversi disegni e idee furono proposti, come ad esempio un mostro in stile Frankenstein o un personaggio ispirato ad un berserker medievale.

### Design
Astaroth viene mostrato come un energumeno umanoide muscoloso, calvo, scuro di pelle e con gli occhi bianchi. Una maschera nera avvolge e copre la parte inferiore della testa, mentre una gorgiera nera aperta copre la nuca e le spalle aculeate. Bracciali e stivali neri borchiati coprono le mani fino ai gomiti e le gambe fino a metà coscia. Due cinghie di cuoio nero attraversano verticalmente il centro del petto dalla gorgiera alla cintura, mettendo in mostra il suo cuore. Con la sua altezza di 207 cm e i suoi 130 kg, Astaroth è il personaggio più alto e pesante di tutta la serie.
Nei titoli successivi l'aspetto del Astaroth è cambiato, mostrando i segni dei combattimenti e perdendo man mano pezzi di armatura. In Soulcalibur IV la sua fisionomia è completamente mutata, il che lo fa assomigliare ad un golem roccioso e ruggente. I tratti del viso sono stati completamente rimossi, sostituiti da una grossa testa fratturata coperta da un velo che ricopre la zona intorno alla fronte, gli occhi, e la parte posteriore della testa. Le restanti aree del corpo presentano diverse crepe che lasciano fuoriuscire venature rosso incandescente dal di dentro. Grossi spuntoni di pietra spuntano dalle sue spalle e dal ginocchio; pezzi di armatura metallica rotta ricoprono torace, braccia e gambe. Tuttavia ai fan queste modifiche non sono piaciute.
In Soulcalibur V ritorna simile all'originale, ma con il cuore nascosto e la pelle gialla con varie crepe verdastre. Veste gambali coperti di spuntoni, una maschera nera e spine sulla schiena da cui genera elettricità; il costume alternativo lo ritrae come un essere di metallo con occhi rossi.

## Storia del personaggio
Astaroth è un golem creato da una setta di Ares per recuperare la spada maledetta conosciuta come Soul Edge. Quando trova la lama, Astaroth si rende conto che è danneggiata e si allea con Nightmare per raccogliere le anime necessarie a ripristinare il potere della lama, pianificando di rubarla una volta completata. Tuttavia è costretto a fronteggiarsi con Maxi, che lo sconfigge e lo uccide. Viene resuscitato in Soulcalibur II e continua la ricerca della spada. La setta che lo ha resuscitato considera la sua ricerca come un tradimento e gli lancia una maledizione per dominarlo. Astaroth resiste e contrattacca la setta, durante l'attacco viene a conoscenza che il suo design non è originale, ma modellato su un umano, Rock. Per affermare se stesso come unico, Astaroth decide di affrontare Rock e riesce quasi ad ucciderlo alla fine di Soulcalibur III, liberandosi della maledizione di Ares e trasformandosi di conseguenza. La sua sete di potere lo porta ad allearsi nuovamente con Nightmare in Soulcalibur IV, tuttavia è ancora una volta Maxi che lo affronta e uccide. In Soulcalibur V, invece, una serie di golem chiamati "Astaroth" viene prodotta modellata su Azr Ss Trzaous che si rivela essere il fratello minore di Astaroth, nonché il suo successore. Il nuovo Astaroth è più alto (220 cm) e più pesante (183 kg) del predecessore, ma mantiene l'ascia gigante come arma.

### Altre apparizioni
Astaroth compare anche in un mini gioco di VMU Dreamcast chiamato "Cannon Dare", nel quale il giocatore deve sparargli con un cannone indovinando la miccia giusta. Inoltre è apparso anche come personaggio giocabile in Pac-Man Fever della Namco. Astaroth compare anche in Soulcalibur: Broken Destiny, in modalità uomo nel mirino in cui attraversa una foresta e affronta un infuriato Maxi dopo gli eventi di Soulcalibur IV. In Soulcalibur Legends, invece, appare un prototipo di golem chiamato Astaroth α, che viene trovato da Siegfried Schtauffen e una volta sconfitto si può usare come personaggio giocabile.

## Armi
- Kulutues : è l'arma base di Astaroth, un'Ascia gigante creata dal Gran Sacerdote Kunpaetku.
- Blessed Acolyte
- War Hammer
- Terror Moon
- Battle Ax
- Great Maul
- Curse of the Pharaoh
- Monster Hunt
- Fist Punch
- Heavy Ax
- Tabar
- Nanbanfu
- Soul Edge (Ascia Gigante)
- Bulova
- Soul Edge (Completa) : Soul Edge è un'arma che può cambiare forma per adattarsi all'utilizzatore; in questo caso ha assunto la forma di un'Ascia gigante.
- Stone Slab
- Thanatos
- Rock
- Pow Hammer : arma scherzo per Astaroth.
- The Ancient
- The Master